# Wojciech Wiercioch
Wojciech Wiercioch (ur. 15 września 1966 w Nowym Targu) – polski satyryk, prozaik, poeta, aforysta, eseista, felietonista, diarysta, pamiętnikarz, antologista.

## Życiorys
Uczęszczał do Liceum Ogólnokształcącego im. Seweryna Goszczyńskiego w Nowym Targu, gdzie redagował szkolne pismo „Agent”. Po maturze rozpoczął studia na Wydziale Lekarskim Akademii Medycznej im. Mikołaja Kopernika w Krakowie, a potem na Wydziale Filozoficznym Papieskiej Akademii Teologicznej w Krakowie (obecnie Uniwersytet Papieski Jana Pawła II). W tym okresie pracował też jako rolnik i robotnik w USA, trenował narciarstwo w klubie uczelnianym AZS i karate kyokushin w Krakowskim Klubie Karate Kyokushin. Był członkiem Polskiego Towarzystwa Higieny Psychicznej, założycielem Towarzystwa „ZEW” – stowarzyszenia społeczno-kulturalnego.
W 1993 roku pracował jako dziennikarz w tygodniku „Nowe Podhale”. W późniejszym okresie był też felietonistą „Naszych Stron” i „Źródła”. Jego debiut prasowy (satyra) miał miejsce w 1994 roku w „Szpilkach”. Wiercioch publikował też w innych pismach społeczno-kulturalnych i literackich, takich jak „Magazyn Literacki”, „Czas Akademicki”, „Przekrój”, „Najwyższy Czas”, „Źródło”, „Sfera”, „Akant”, „Nihil Novi”, „Przegląd Artystyczno-Literacki”, „Aspekty Filozoficzno-Prozatorskie”, „Konspekt” i „Metafora”.
Jego debiut książkowy (zbiór aforyzmów) datowany jest na 1995 rok.
Jako lekarz stomatolog pracował w Nowym Targu, Szczawnicy, Jabłonce na Orawie, w Odrowążu, Czarnym Dunajcu, Sidzinie, Spytkowicach, Rabie Wyżnej, Chabówce, Rabce-Zdroju i Krakowie (m.in. w Wojewódzkim Szpitalu Dziecięcym im. św. Ludwika).
Przez wiele lat związany był z Unią Polityki Realnej. Kandydował kilkukrotnie w wyborach samorządowych i parlamentarnych, w tym do Sejmiku Województwa Małopolskiego i Sejmu RP z listy Platformy Obywatelskiej; obecnie jest bezpartyjny.
Był założycielem pisma literacko-artystycznego „Futurum”, inicjatorem i organizatorem Ogólnopolskiego Konkursu Literackiego im. S.J. Leca w Nowym Targu (kategorie: fraszka i aforyzm), prezesem Stowarzyszenia Aforystów Polskich, członkiem Unii Polskich Pisarzy Lekarzy i Partii Dobrego Humoru. Pełnił funkcję redaktora naczelnego (p.o.) kwartalnika literacko-artystycznego „Metafora”. Był pomysłodawcą i dyrektorem Festiwalu Literatury Niezależnej w Krakowie, zorganizowanego przy współudziale Wydawnictwa Miniatura – Stowarzyszenia Siwobrodych Poetów oraz Centrum Sztuki Współczesnej Solvay; był wówczas członkiem jury Ogólnopolskiego Konkursu Literackiego „Pozy prozy” oraz kapituły Małopolskiej Nagrody Literackiej „Stańczyk Kosmopolita”.
Został laureatem kilkunastu konkursów literackich (np. O Złoty Kałamarz i Złamane Pióro, Satyrbia, konkurs im. Rafała Wojaczka).
Jego krótkie formy literackie zostały zamieszczone w wielu antologiach, wykorzystywał je też kabaret Loch Camelot.
W 2012 roku otrzymał nagrodę literacką Naji Naaman’s Literary Prizes za całokształt twórczości.
Do kręgu zainteresowań Wojciecha Wierciocha należy historia i teoria małych form literackich (aforyzmu, fraszki, haiku, anegdoty), oraz ezoteryka, cybernetyka, memetyka i sztuczna inteligencja (AI).
Jego teksty tłumaczone były na język angielski, arabski, rosyjski, serbski, rumuński i włoski.

## Książki
- W cieniu zakwitającej goryczy, Kraków: Wydawnictwo Miniatura, 1995.
- W ogrodzie węchomózgowia, Kraków: Wydawnictwo Media-Press, 1999.
- Przed wieprze, Kraków: Wydawnictwo WiR Partner, 1999.
- Misterium słowa. Wybór myśli Karola Wojtyły (wybór i oprac.), Kraków: Wydawnictwo WiR Partner, 2002.
- 44 wybory, czyli 77 udręczeń i urojeń, Kraków: Wydawnictwo Towarzystwa Słowaków w Polsce, 2002[35][36].
- Księga anegdot (wybór i oprac.), Warszawa: Wydawnictwo Książka i Wiedza, 2005.
- Labirynt prowokacji. Aforyzmy, Kraków: Wydawnictwo Miniatura, 2006.
- Iluzjonista [powieść], Kraków: Wydawnictwo Miniatura, 2006[37][38].
- Księga anegdot świata (wybór i oprac.), Chorzów: Wydawnictwo Videograf Edukacja, 2007.
- Księga anegdot polskich (wybór i oprac.; współautor – z żoną Jolantą Szymską-Wiercioch), Chorzów: Wydawnictwo Videograf Edukacja, 2008.
- Publikacje z serii „MYŚLI”: Henryk Elzenberg, Henri-Frédéric Amiel, Fernando Pessoa, Mikołaj Bierdiajew, Albert Einstein (wybór i oprac.), Kraków: Wydawnictwo Miniatura, 2006-2017.
- Pamięć i fantazja. Autobiografia, Kraków: Wydawnictwo Miniatura, 2011[39].
- Myśli, namysły, zmyślenia (wybór myśli Williama Szekspira i oprac.), Kraków: Wydawnictwo Miniatura, 2016.
- Krótka historia głupoty i mądrości. Poradnik i przewodnik, Kraków: Wydawnictwo Miniatura, 2016[40].
- Tajemnica złotych liter. Zimowa opowieść, Ridero, 2017.
- Psychiatra i demony. Powieść biograficzna o profesorze Antonim Kępińskim (współautor – z żoną Jolantą), Warszawa: Wydawnictwo MG, 2019[41][42][43][44][45].
- Rewolucja niebieska. Powieść o Mikołaju Koperniku (współautor – z żoną Jolantą), Warszawa: Wydawnictwo MG, 2021[46][47].
- Zakazane księgi. Powieść o Mikołaju Koperniku (współautor – z żoną Jolantą), Warszawa: Wydawnictwo MG, 2022[48].
- Anegdoty z czterech stron świata (wybór i oprac.; współautor – z żoną Jolantą), Warszawa: Wydawnictwo MG, 2020[49][50].
- Polska w anegdotach (wybór i oprac.; współautor – z żoną Jolantą), Warszawa: Wydawnictwo MG, 2021[51].
- Dowcip i mądrość. Cytaty, paradoksy i aforyzmy od starożytności do XIX wieku (wybór i oprac.; współautor – z żoną Jolantą), Warszawa: Wydawnictwo MG, 2022[52].
- Paleta złudzeń. Wiersze inspirowane malarstwem, Ridero, 2023[53].
- Haiku współczesnego samuraja, Ridero, 2023.
- Rozum i komizm. Cytaty, aforyzmy i paradoksy z XX i XXI wieku. Poradnik dobrego życia (wybór i oprac.; współautor – z żoną Jolantą), Kraków: Wydawnictwo Salwator, 2024[54].
- W rękopisach pozostają pisane od 1983 roku dzienniki.

## Publikacje w antologiach i almanachach
- Wielka księga myśli polskiej. Aforyzmy, przysłowia, sentencje, Danuta i Włodzimierz Masłowscy (wybór i oprac.), Warszawa: Bauer-Weltbild Media (KDC), 2005.
- Złote myśli ludzi wielkiego umysłu, talentu i serca. Twórcy wizerunku Polski, Warszawa: Fundacja Dzieciom „Zdążyć z pomocą”, 2007.
- O miłości wszelakiej. Aforyzmy, opinie, refleksje, Joachim Glensk (wybór i oprac.), Wrocław: Wydawnictwo Croma, 1995.
- Szczęście w nieszczęściu. Aforyzmy, opinie, refleksje, Joachim Glensk (wybór i oprac.), Kęty: Wydawnictwo Antyk, 1998.
- Od pierwszej miłości do grobowej deski. Aforyzmy i refleksje o małżeństwie, Ewa i Joachim Glenskowie (wybór i oprac.), Opole: Oficyna Piastowska, 2011.
- Wielka encyklopedia aforyzmów, Joachim Glensk (wybór i oprac.), Wrocław: Wydawnictwo Croma, 1996.
- Prawdziwki aforystyczne, Mikołaj Glensk (wybór i oprac.), Poznań: Wydawnictwo Lektikon, 2004.
- Aforyzmy kulinarne i biesiadne, Joachim Glensk (wybór i oprac.), Kielce: Wydawnictwo Ston 2, 1997.
- Kuchnia polityczna: Aforyzmy i wskazania dla polityków i nie tylko, Joachim Glensk (wybór i oprac.), Poznań: Wydawnictwo Lektikon, 2001.
- Księga aforystyki polskiej XXI wieku. Potęga myśli, Danuta i Włodzimierz Masłowscy (wybór i oprac.), Katowice: Videograf 2, 2002, s. 459–465[55].
- Aforyzmy polskie. Antologia, Danuta i Włodzimierz Masłowscy (wybór i oprac.), Kęty: Wydawnictwo Antyk, 2001.
- Z fraszką przez stulecia (XV-XX wiek). Antologia, Józef Bułatowicz (wybór i oprac.), Kęty: Wydawnictwo Antyk, 2005.
- Światła miłości. Antologia polskiej aforystyki miłosnej, Mieczysław Kozłowski (wybór i oprac.), Kraków: Wydawnictwo Miniatura, 2010.
- I szatan może cytować Pismo. Aforyzmy o dogmatach[56], Mieczysław Kozłowski (wybór i oprac.), Kraków: Wydawnictwo Miniatura, 2011.

- Zakaz myślenia: aforyzmy o dogmatach, Mieczysław Kozłowski (wybór i oprac.), Kraków: Wydawnictwo Miniatura, 1997.
- Księga aforyzmów, Danuta i Włodzimierz Masłowscy (wybór i oprac.), Warszawa: Świat Książki, 2005.
- Cień Sanderusa. Antologia Formacji Artystycznej Szesnaście, Henryk Pluwak (red.), Kraków: Centrum Kultury „Dworek Białoprądnicki”, 1996, s. 55–65. ISBN 83-905450-4-7.
- Spektrum IX. Almanach Unii Polskich Pisarzy Lekarzy, Barbara Szeffer-Marcinkowska, Jerzy Poradecki (red.), Łódź: Unia Polskich Pisarzy Lekarzy, 1998, s. 137–141. ISBN 83-85381-54-6.
- Nasza klasa. Antologia Formacji Artystycznej Szesnaście, Henryk Pluwak (red.), Kraków: Centrum Kultury „Dworek Białoprądnicki”, 1997, s. 62–65. ISBN 83-905450-6-3.
- Aforyzmy o nadziei, szczęściu, bogactwie i pieniądzach, Mieczysław Kozłowski (wybór i oprac.), Kraków: Wydawnictwo Miniatura, 1999.
- Spektrum X. Almanach Unii Polskich Pisarzy Lekarzy, Sylwester Milczarek (red.), Bydgoszcz: Unia Polskich Pisarzy Lekarzy, 2000, s. 217–227. ISBN 83-87070-02-5.
- Każdy rodzi się poetą. Przegląd twórczości Grupy Poetyckiej „Każdy” działającej pod patronatem Śródmiejskiego Ośrodka Kultury w Krakowie, Anna Kajtochowa, Ryszard Rodzik (red.), Kraków: 1999, s. 180–183. ISBN 83-909642-1-X.
- Wiara czy nadzieja, Zeszyty UPPL 1996/1, Barbara Szeffer (red.), Łódź: Unia Polskich Pisarzy Lekarzy, 1996, s. 35–37. ISBN 83-85887-00-8.
- Pożegnanie lata poetów 1997. Almanach, Jerzy Franczak (red.), Kraków: Stowarzyszenie Twórcze Krakowski Klub Artystyczno-Literacki, 1997, s. 98–99. ISBN 83-85816-58-5.
- Pożegnanie lata pisarzy i artystów 2001. Almanach, Józef Janczewski i in. (red.), Kraków: Stowarzyszenie Twórcze Artystyczno-Literackie, 2001, s. 138–139. ISBN 83-88527-15-0.
- Rozkosz miłości. Antologia aforystyki miłosnej, Mieczysław Kozłowski (wybór i oprac.), Kraków: Wydawnictwo Miniatura, 2007.
- Światła miłości. Antologia polskiej aforystyki miłosnej, Mieczysław Kozłowski (wybór i oprac.), Kraków: 2010.

## Wybrane publikacje w czasopismach i na portalach internetowych
- Ściany i uszy, [w:] „Magazyn Literacki”. 1997, nr 3/4, s. 182.
- Szkice o aforystyce 1,, [w:] „Konspekt”. Pismo Akademii Pedagogicznej w Krakowie, nr 3/2005 (23).
- Szkice o aforystyce 2. Pochwała aforyzmu, [w:] „Konspekt”. Pismo Akademii Pedagogicznej w Krakowie, nr 4/2005 (24), s. 75–83.
- Wiersze, [w:] „Konspekt”. Pismo Akademii Pedagogicznej w Krakowie, nr 1/2007 (28), s. 76–77.
- Bóg i polskie demony, [w:] „Akant. Miesięcznik literacki”. R. 18, nr 6 (2015), s. 22–23.
- Łódź do Krakowa. Rozmowa artystyczna z Kazimierzem Wiśniakiem; Wyższa szkoła pisania, [w:] Kwartalnik literacko-artystyczny „Metafora” 2 (83), 2012, s. 36–57, 127–131.
- U źródeł aforyzmu; Jak zostałem aforystą; Rozmowa ze Stanisławem Jerzym Lecem; Albert Einstein – trzy portrety, [w:] Kwartalnik literacko-artystyczny „Metafora” 3 (84), 2012, s. 7–10, 102–103, 138–140, 165–172.
- Misterium słowa. Karol Wojtyła jako aforysta, [w:] Magazyn literacko-artystyczny „Nihil Novi” nr 1 (21) zima 2002/2003, s. 8–9.
- Współczesna aforystyka polska, [w:] „Akant. Miesięcznik literacki”. R. 9, nr 1 (2006), s. 13–14.
- Aforyzmy, [w:] „Okolica Poetów” 2002, nr 18 (60), s. 30.
- Twoja córeczka, INTER-. Literatura-Krytyka-Kultura nr 414, 2017.
- Haiku, [w:] Wierszowisko, Józef Baran, „Dziennik Polski” z 25 marca 2017.

## Rodzina
Syn Marii z Jeziorczaków (ur. 1939) i Jana Wierciocha (ur. 1933, zm. 2019), odznaczonego w 2012 roku Złotym Krzyżem Węgierskim Zasługi „w uznaniu jego działań na rzecz ratowania życia węgierskich uchodźców w 1956 roku” oraz Medalem za Zasługi dla Miasta i Gminy Szczawnica im. Józefa Szalaya. Ciotką pisarza była artystka ludowa Zofia Wiercioch (ur. 1928, zm. 2013), a kuzynem jego ojca – Michał Słowik-Dzwon.
W dzieciństwie i młodości pisarz często przebywał w domu dziadków (Anny i Franciszka Jeziorczaków) w nowotarskiej dzielnicy Kowaniec, na osiedlu Oleksówki. Na drewnianej ścianie tego domu wisi tablica pamiątkowa o treści:
„MIEJSCE PAMIĘCI. W tym domu urodził się ks. kanonik Franciszek Jeziorczak (1941-2012). Bywali tutaj księża profesorowie: Karol Wojtyła, Edward Staniek, Jan Kracik oraz ks. Kazimierz Krakowczyk. Bywali też: major Wacław Chojna «Świerk», porucznik Józef Kuraś «Ogień», malarz, rzeźbiarz i pedagog Andrzej Dzikiewicz, aktorka Krystyna Chojna i inni...”
Żoną (od 2004 roku) Wojciecha Wierciocha jest Jolanta Szymska-Wiercioch. W duecie tworzą powieści biograficzne oraz antologie anegdot i aforyzmów. Mają dwoje dzieci, mieszkają w Krakowie.